# Chicago – Der letzte Profi
Chicago – Der letzte Profi (Originaltitel: Chicago Overcoat) ist ein US-amerikanischer Gangsterfilm aus dem Jahr 2009, produziert von John W. Bosher und geschrieben von Brian Caunter, John W. Bosher, Josh Staman und Andrew Alex D. In den Hauptrollen spielen Frank Vincent, Kathrine Narducci, Mike Starr, Stacy Keach und Armand Assante. Im deutschen Fernsehen wurde der Film zum ersten Mal am 25. Februar 2011 ausgestrahlt.

## Handlung
Lou Marazano war einst ein gefürchteter Vollstrecker der Mafia in Chicago, doch hat sein Ruf in den letzten zwanzig Jahren stark gelitten, seit ihn seine Frau verließ. Er ist zuletzt sogar außerstande, seine Tochter finanziell zu unterstützen, da ihr Ex-Mann, der ebenfalls Mafioso in einer anderen Gang ist, kein Kindergeld zahlt. So bittet er den Street-Boss Lorenzo Galante wieder um einen Job. Obwohl dieser ihm nur ungern den Job geben möchte, schickt er ihn los, um mehrere potentielle Zeugen zu beseitigen. Wie auch früher, lässt Maranzano nach einem gelungenen Mord der Frau seines Opfers einen Blumenstrauß zukommen. Ray Berkowski, ein altgedienter Cop, erkennt daraufhin Marazanos Handeln aus dessen Glanzzeiten wieder und übernimmt den Fall.

## Kritik
„Mit wenigen Mitteln gelang Regiedebütant Brian Caunter ein top besetzter, atmosphärischer Thriller. Fazit: Neuling dreht Film noir alter Schule: sauber!“ – Cinema